# Sanremo-Festival 1985
Die 35. Ausgabe des Festival della Canzone Italiana di Sanremo fand 1985 vom 7. bis zum 9. Februar im Teatro Ariston in Sanremo statt und wurde von Pippo Baudo zusammen mit Patty Brard moderiert.

## Ablauf

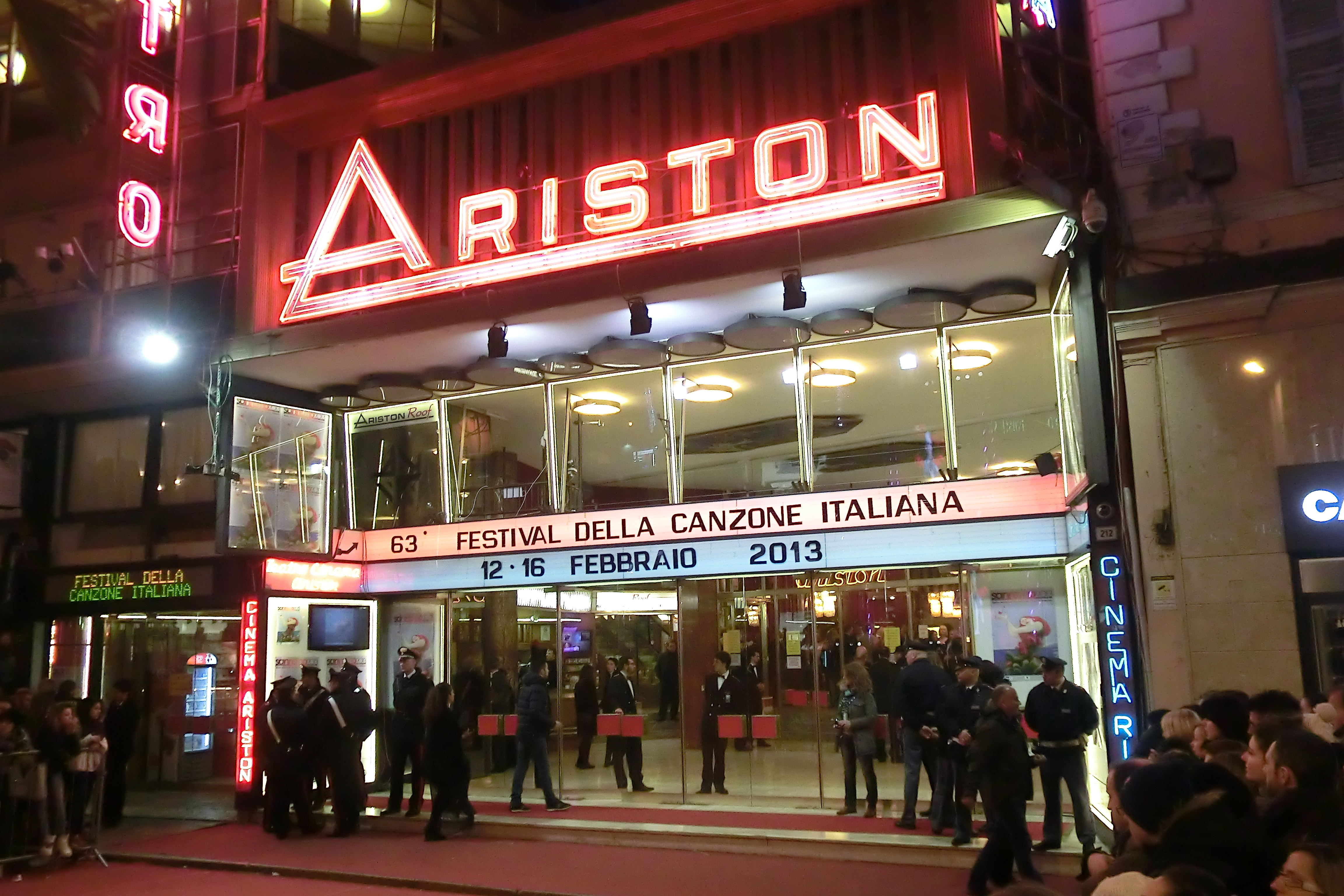
Das Ariston-Theater, Veranstaltungsort des Sanremo-Festivals

1985 behielt Organisator Gianni Ravera das Konzept des letzten Jahres zum größten Teil bei: strikte Trennung in Haupt- und Newcomer-Kategorie, Publikumsabstimmung mittels Totip-Wettscheinen in der Hauptkategorie und Auftritte in Vollplayback. Am ersten Abend traten die 22 Campioni (zwei mehr als im Vorjahr) mit ihren Beiträgen auf, von denen alle das Finale erreichten, am zweiten Abend schieden hingegen acht der 16 Newcomer-Beiträge aus. Moderator blieb Pippo Baudo, diesmal zusammen mit dem niederländischen Fernsehstar Patty Brard (verheiratet mit einem Neffen von Fiat-Präsident Giovanni Agnelli).
Unter den Teilnehmern waren mit Matia Bazar, Peppino di Capri, Riccardo Fogli und Gigliola Cinquetti vier ehemalige Sanremo-Sieger. Ebenso waren zwei Entdeckungen des Vorjahres im Rennen, Fiordaliso und Eros Ramazzotti. Aufsehen erregte zum einen Zucchero, der sich inzwischen dem Blues zugewandt hatte und mit der Randy Jackson Band auftrat, zum anderen Anna Oxa, die ihr von Roberto Vecchioni geschriebenes Lied in einem besonders gewagten Kleid präsentierte. Der jüngste Teilnehmer war der erst 15-jährige Luis Miguel, der ein Lied von Toto Cutugno sang. Viele große Namen hatten es dagegen nicht durch die Vorauswahl geschafft, darunter nicht zuletzt Mia Martini.
Die Gästeliste des Festivals umfasste in diesem Jahr wieder viele internationale Stars wie Bronski Beat, Duran Duran, Spandau Ballet, Jermaine Jackson & Pia Zadora, Chaka Khan, Sade, José Luis Moreno, Talk Talk, Village People oder Frankie Goes to Hollywood. Einen großen Auftritt hatte auch Claudio Baglioni mit seinem Hit Questo piccolo grande amore von 1972, wobei er als einziger Sänger live sang und sich dabei am Klavier begleitete.
Ohne große Überraschungen konnten sich im Finale die Favoriten Ricchi e Poveri durchsetzen: Ihr Lied Se m’innamoro stammte wie das Siegerlied des Vorjahres vom Autorenduo aus Dario Farina und Cristiano Minellono. Auf Platz zwei folgte der Shooting Star Luis Miguel mit Noi, ragazzi di oggi und auf dem dritten Platz Gigliola Cinquetti mit Chiamalo amore. Der Kritikerpreis ging an Matia Bazar mit Souvenir, in der Gesamtwertung auf Platz zehn. In der Newcomer-Kategorie konnte sich Cinzia Corrado mit Niente di più den Sieg sichern, der Kritikerpreis ging hingegen ex aequo an Mango mit Il viaggio und an Cristiano De André mit Bella più di me.

## Teilnehmende Beiträge

### Big
- Sieger

| Platzierung | Interpret                                | Lied                       | Autoren                                                                                           | Stimmen   |
| ----------- | ---------------------------------------- | -------------------------- | ------------------------------------------------------------------------------------------------- | --------- |
| 1           | Ricchi e Poveri                          | Se m’innamoro              | Dario Farina, Cristiano Minellono                                                                 | 1.506.812 |
| 2           | Luis Miguel                              | Noi, ragazzi di oggi       | Toto Cutugno, Cristiano Minellono                                                                 | 843.494   |
| 3           | Gigliola Cinquetti                       | Chiamalo amore             | Dario Farina, Paolo Amerigo Cassella                                                              | 788.772   |
| 4           | Riccardo Fogli                           | Sulla buona strada         | Maurizio Fabrizio, Vincenzo Spampinato                                                            | 770.188   |
| 5           | Christian                                | Notte serena               | Mario Balducci                                                                                    | 674.024   |
| 6           | Eros Ramazzotti                          | Una storia importante      | Eros Ramazzotti, Piero Cassano, Adelio Cogliati                                                   | 606.338   |
| 7           | Anna Oxa                                 | A lei                      | Roberto Vecchioni, Mauro Paoluzzi                                                                 | 580.176   |
| 8           | Fiordaliso                               | Il mio angelo              | Luigi Albertelli, Enzo Malepasso                                                                  | 479.812   |
| 9           | Peppino Di Capri                         | E mo’ e mo’                | Peppino Di Capri, Depsa, Franco Fasano                                                            | 409.954   |
| 10          | Matia Bazar                              | Souvenir                   | Aldo Stellita, Carlo Marrale, Sergio Cossu                                                        | 380.410   |
| 11          | Marco Armani                             | Tu dimmi un cuore ce l’hai | Marco Armenise, Paolo Armenise                                                                    | 258.884   |
| 12          | Drupi                                    | Fammi volare               | Silvio Negroni, Dorina Dato, Drupi                                                                | 254.064   |
| 13          | Franco Simone                            | Ritratto                   | Massimo Colombo, Franco Simone                                                                    | 200.886   |
| 14          | Eduardo De Crescenzo                     | Via con me                 | Claudio Mattone, Daniele Pace                                                                     | 193.138   |
| 15          | Banco del Mutuo Soccorso                 | Grande Joe                 | Francesco Di Giacomo, Vittorio Nocenzi                                                            | 164.246   |
| 16          | Dario Baldan Bembo                       | Da quando non ci sei       | Dario Baldan Bembo, Antonella Maggio                                                              | 161.172   |
| 17          | Ivan Graziani                            | Franca ti amo              | Ivan Graziani                                                                                     | 152.192   |
| 18          | Eugenio Finardi                          | Vorrei svegliarti          | Eugenio Finardi, Luca Madonia                                                                     | 115.678   |
| 19          | Mimmo Locasciulli                        | Buona fortuna              | Mimmo Locasciulli                                                                                 | 115.632   |
| 20          | New Trolls                               | Faccia di cane             | Fabrizio De André, Roberto Ferri, Vittorio De Scalzi, Gianni Belleno, Nico Di Palo, Ricky Belloni | 106.794   |
| 21          | Zucchero Fornaciari & Randy Jackson Band | Donne                      | Zucchero Fornaciari, Alberto Salerno                                                              | 77.938    |
| 22          | Garbo                                    | Cose veloci                | Garbo                                                                                             | 57.526    |

### Nuove Proposte
- Sieger
- In der Vorrunde ausgeschieden

| Platzierung | Interpret           | Lied                           | Autoren                                                                | Stimmen |
| ----------- | ------------------- | ------------------------------ | ---------------------------------------------------------------------- | ------- |
| 1           | Cinzia Corrado      | Niente di più                  | Cavaros, Piero Mangini                                                 | 638     |
| 2           | Miani               | Me ne andrò                    | Miani, Piero Montanari                                                 | 637     |
| 3           | Lena Biolcati       | Innamoratevi come me           | Valerio Negrini, Roby Facchinetti                                      | 636     |
| 4           | Cristiano De André  | Bella più di me                | Roberto Ferri, Cristiano De André, Franco Mussida                      | 627     |
| 5           | Marco Rancati       | Occhi neri                     | Rosalino Cellamare                                                     | 607     |
| 6           | Stefano Borgia      | Se ti senti veramente un amico | Stefano Borgia                                                         | 606     |
| 7           | Lanfranco Carnacina | A goccia a goccia              | Cashin, Marco Colucci, Lanfranco Carnacina, Daniele Pace, Silvio Testi | 551     |
| 8           | Antonella Ruggiero  | Sul mare                       | Michele Vicino, Daniele Pace, Maurizio Fabrizio                        | 542     |
|             | Rodolfo Banchelli   | Bella gioventù                 | Daniele Pace, Angelo Valsiglio, Rodolfo Banchelli, Oscar Avogadro      |         |
|             | Claudio Patti       | Che amore è                    | Claudio Patti, Norina Piras                                            |         |
|             | Laura Landi         | Firenze, piccoli particolari   | Gaio Chiocchio, Amedeo Minghi                                          |         |
|             | Mango               | Il viaggio                     | Giuseppe Mango                                                         |         |
|             | Antonio Valentini   | Lasciamoci andare              | Antonio Valentini                                                      |         |
|             | Silvia Conti        | Luna nuova                     | Oscar Avogadro, Aldo Tagliapietra                                      |         |
|             | Roberto Kunstler    | Saranno i giovani              | Mimmo Locasciulli, Roberto Kunstler                                    |         |
|             | Champagne Molotov   | Volti nella noia               | Enrico Ruggeri, Luigi Schiavone, Alberto Rocchetti                     |         |

## Erfolge
Als „moralischer Sieger“ des Festivals galt schon bald der Sechstplatzierte Eros Ramazzotti, der im Anschluss vor allem mit seinem Album Cuori agitati große Verkaufserfolge feiern konnte. Neun weitere Festivalbeiträge erreichten die Top 25 der Singlecharts, neben Ramazzotti gelang auch Luis Miguel ein Nummer-eins-Hit. Kein Lied aus der Newcomer-Kategorie konnte in die Charts einsteigen. Erfolgreichstes Lied eines Gasts war The Power of Love von Frankie Goes to Hollywood.
| Jahr                                         | Titel Interpret                                            | Höchstplatzierung, Gesamtwochen, AuszeichnungChartsChartplatzierungen (Jahr, Titel, Interpret, Platzierungen, Wochen, Auszeichnungen, Anmerkungen) | Anmerkungen |
| Jahr                                         | Titel Interpret                                            | IT | Anmerkungen |
| -------------------------------------------- | ---------------------------------------------------------- | --- | ----------- |
| 1985                                         | Una storia importante Eros Ramazzotti                      | IT1 (17 Wo.)IT | Platz 6     |
| 1985                                         | Noi ragazzi di oggi Luis Miguel                            | IT1 (16 Wo.)IT | Platz 2     |
| 1985                                         | Se m’innamoro Ricchi e Poveri                              | IT6 (10 Wo.)IT | Platz 1     |
| 1985                                         | Souvenir Matia Bazar                                       | IT8 (9 Wo.)IT | Platz 10    |
| 1985                                         | A lei Anna Oxa                                             | IT13 (6 Wo.)IT | Platz 7     |
| 1985                                         | Chiamalo amore Gigliola Cinquetti                          | IT14 (5 Wo.)IT | Platz 3     |
| 1985                                         | Il mio angelo Fiordaliso                                   | IT17 (5 Wo.)IT | Platz 8     |
| 1985                                         | Donne Zucchero                                             | IT21 (2 Wo.)IT | Platz 21    |
| 1985                                         | Notte serena Christian                                     | IT22 (2 Wo.)IT | Platz 5     |
| 1985                                         | Tu dimmi un cuore ce l’hai Marco Armani                    | IT25 (1 Wo.)IT | Platz 11    |
| Weitere Charterfolge aus dem Festivalumfeld: |                                                            | |             |
|                                              |                                                            | |             |
| 1985                                         | The Power of Love Frankie Goes to Hollywood                | IT3 (16 Wo.)IT | Gastbeitrag |
| 1985                                         | When the Rain Begins to Fall Jermaine Jackson & Pia Zadora | IT5 (11 Wo.)IT | Gastbeitrag |
| 1985                                         | I’ll Fly for You Spandau Ballet                            | IT6 (17 Wo.)IT | Gastbeitrag |
| 1985                                         | Smooth Operator Sade                                       | IT16 (6 Wo.)IT | Gastbeitrag |
| 1985                                         | La pappa non mi va Rockfeller (José Luis Moreno)           | IT17 (5 Wo.)IT | Gastbeitrag |

## Belege
1. ↑  La storia del Festival di Sanremo 1985 – 35° edizione. In: BubinoBlog. 16. Dezember 2016, abgerufen am 15. Juli 2019 (italienisch).
2. ↑  Daniele Rubboli: Canzoni italiane. Band 4. Fabbri, 1994, S. 107.
3. ↑  M&D-Chartarchiv. Musica e dischi, abgerufen am 15. Juli 2019 (italienisch, kostenpflichtiger Abonnement-Zugang).